# Les Martiens !
Pour plus de détails, voir Fiche technique et Distribution.
Les Martiens ! (Spaced Invaders) est un film américain réalisé par Patrick Read Johnson, sorti en 1990.

## Distribution
- Douglas Barr : Sheriff Sam Hoxly
- Royal Dano : Mr. Wrenchmuller
- Ariana Richards : Kathy Hoxly
- Gregg Berger : Steve W. Klembecker
- Fred Applegate : Deputy Russell Pillsbury
- Wayne Alexander : Vern Pillsbury / Verndroid
- J.J. Anderson : Brian Hampton
- Patrika Darbo : Mrs. Vanderspool
- Tonya Lee Williams : Ernestine Hampton
- Kevin Thompson : Blaznee
- Jimmy Briscoe : Captain Bipto
- Tony Cox : Corporal Pez
- Debbie Lee Carrington : Dr. Ziplock
- Tommy Madden : Lieutenant Giggywig

### Voix
- Kevin Thompson : Blaznee
- Jeff Winkless : Captain Bipto
- Tony Pope : Corporal Pez
- Joe Alaskey : Dr. Ziplock
- Bruce Lanoil : Lieutenant Giggywig
- Patrick Read Johnson : Commander / Enforcer Drone
- Kirk Thatcher : Shortstuff